# Bandana

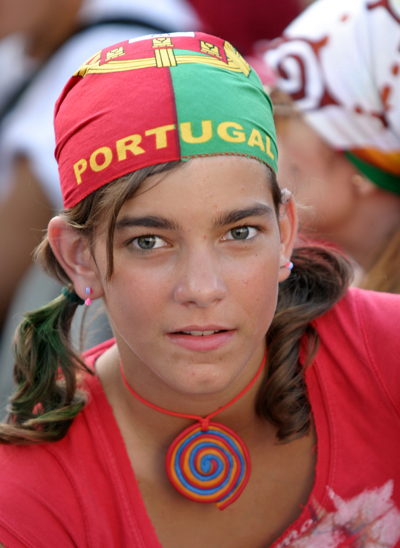
Una jove portuguesa utilitza una bandana al cap.

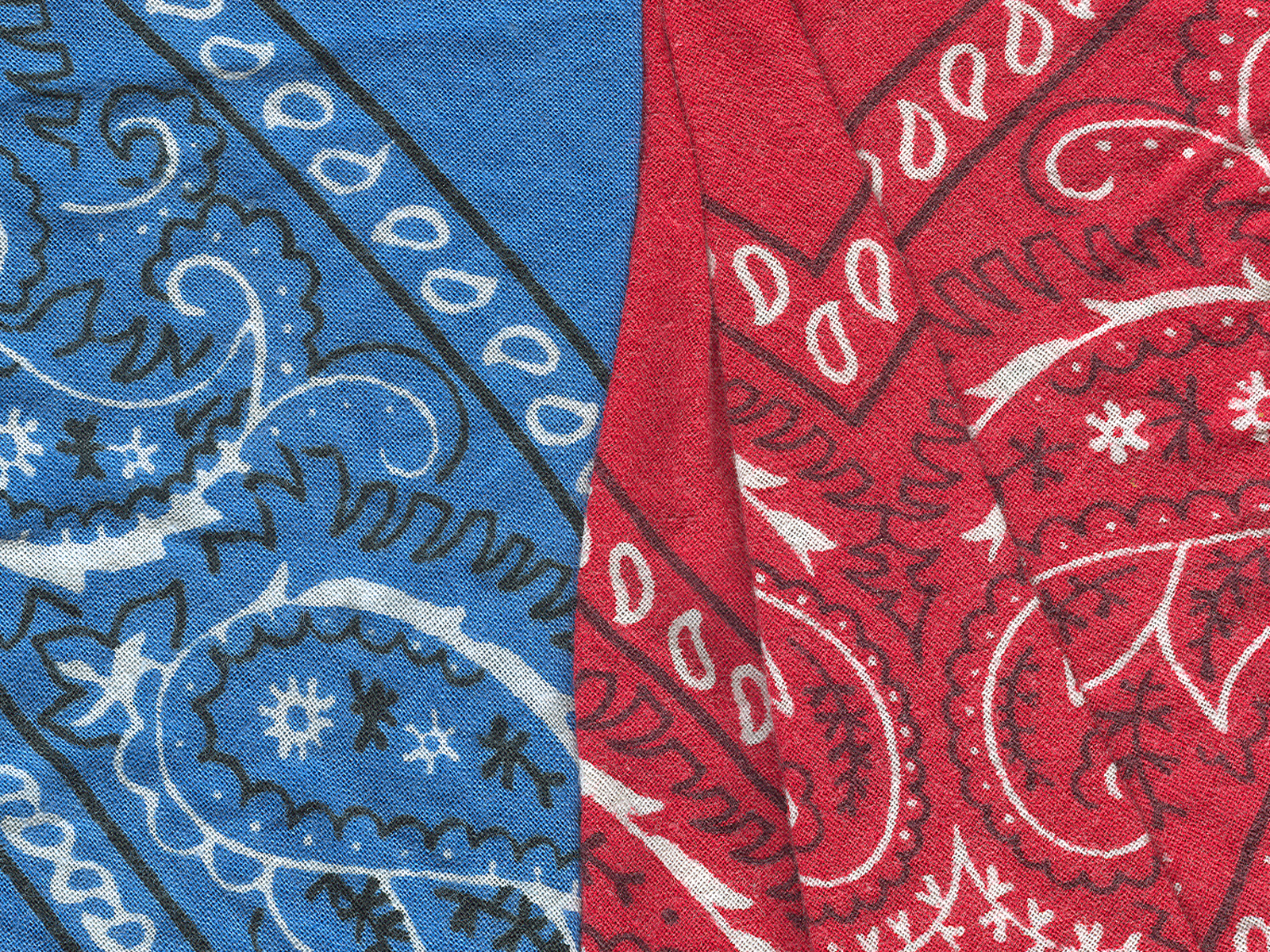
Bandanes de color vermella i blava amb tradicionals patrons caixmir.

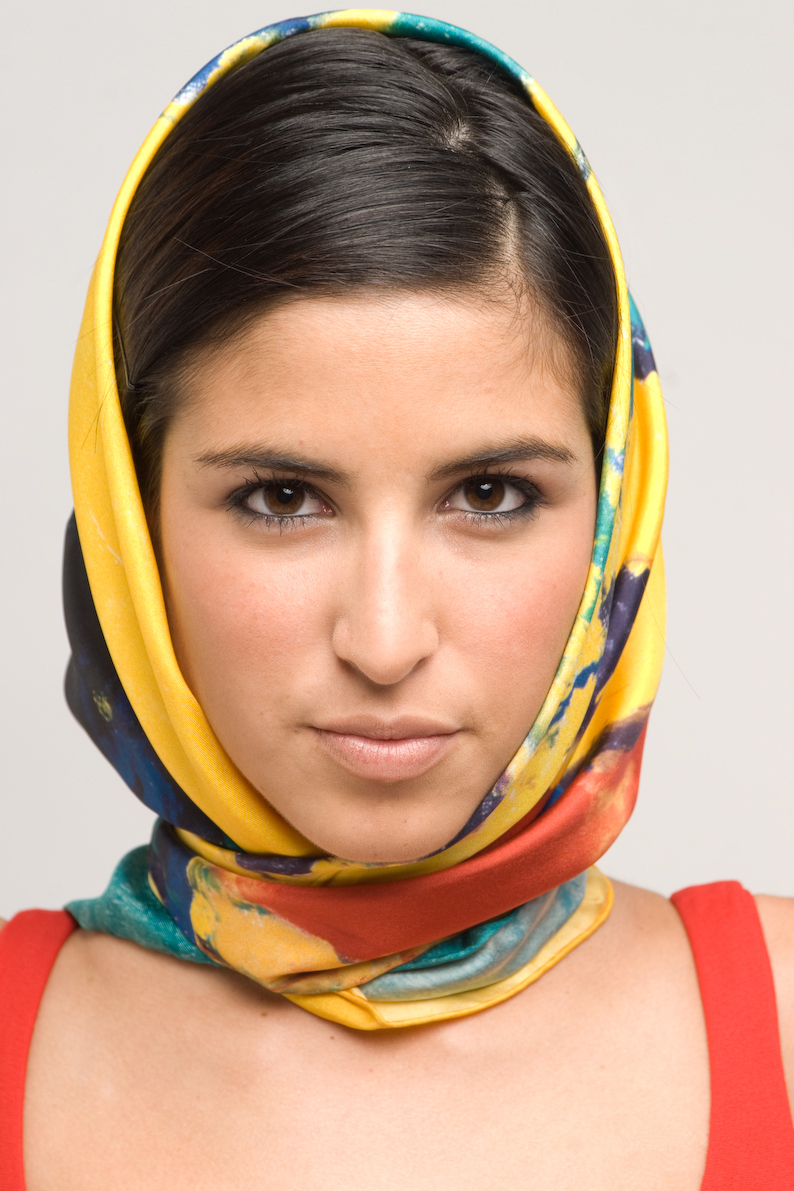
Dona que duu un fulard de seda.

Una bandana (de l'hindi बन्धन bandhana ‘lligar, lligadura’) o mocador per al cap és una peça triangular o quadrada de tela, lligada entorn del cap o al voltant del coll amb fins decoratives o protectores.
Pot estar confeccionat amb teles de colors sòlides o estampades, preferentment amb imatges indígenes primitives, o amb un estampat de mena caixmir.
La popularitat dels mocadors del cap pot variar segons la cultura o la religió, com entre les dones amish, les dones jueves ortodoxes, les dones musulmanes, les dones cristianes ortodoxes d'edat.
Els mocadors també es poden usar al voltant del coll, com els vaquers, ranxers, cuiners i altres. En aquest cas, la seva funció és d'eixugar la transpiració de la cara i evitar que la pols i la suor embrutin el coll de la camisa.

## Història
Les bandanes eren utilitzades pels pioners del Llunyà Oest dels Estats Units i van ser redescobertes en els anys mil nou-cents seixanta i setanta, i es van incorporar finalment al vestuari dels joves en els vuitanta.
Les bandanes també van guanyar popularitat amb els rapers nord-americans com Tupac Shakur i Nas a Los Angeles (Califòrnia). Aquests declaraven que les bandanes representaven un patrimoni cultural dels pobles esclaus d'origen africà. Hi ha llocs d'internet que indiquen com lligar-se una bandana de la mateixa manera que els africans
També va ser molt popularitzada pel film Rocky, en la qual el personatge principal, interpretat per Sylvester Stallone, utilitza una bandana durant l'entrenament.
El tenista brasiler Gustavo Kuerten és un usador dels famosos mocadors.

## Codi d'identificació
Els colors, i de vegades els dissenys, es poden usar com un mitjà de comunicació o identificació, com passava en les colles californianes com els Bloods, els Crips, els Del nord i els Meridionals. En les subcultures de colles, el mocador pot ser usat en una butxaca o, en alguns casos, al voltant de la cama.
A la fi dels anys vuitanta i a la primeria dels anys mil nou-cents noranta, els Bloods i els Crips portaven mocadors vermells o blaus amb disseny caixmir.
En el codi de mocadors de les subcultures sexuals als Estats Units, en particular dels homes homosexuals, assenyalaven llurs pràctiques sexuals preferides (actiu, passiu, os, caçador, etc.) portant un mocador d'un color o disseny particular en una de les butxaques.

## Mocador blanc
De 1977 ençà, a Buenos Aires (Argentina), les mares de joves desapareguts a causa de la Dictadura Militar de Videla, van començar a reunir-se a protestar a la plaça de Maig, davant de la casa del Govern. Per a reconèixer-se utilitzaven un mocador blanc (fet al principi amb un bolquer dels que es feien servir en aquesta època per als nadons, que representava així els seus fills). Aquest mocador esdevingué el símbol de les que van acabar per ser conegudes com les Mares de plaça de Maig.

## Vincha
La bandana es diferencia de la vincha pel fet que aquesta és una veta gruixuda elàstica que es col·loca de manera més o menys horitzontal en el cap per a evitar que els cabells caiguin sobre la cara. Ho solen utilitzar les dones i els esportistes de tots dos sexes.